# Rub
Rub eller spice rub (från engelskan) är en kryddblandning som gnuggas in i rå mat innan maten tillagas, vanligen grillas. Ruben bildar ett täcke över maten. Maten kan marinera i ruben en tid eller tillagas direkt efter ingnuggningen. Kryddorna är vanligtvis grovmalda. En enkel form av rub är att gnida in kött grovmald svartpeppar som i pepparstek (steak au poive).
Rub kan också innehålla örter, krossad vitlök eller olja för att få en paste. Ruben kan lämnas kvar på maten under tillagningen eller torkas bort. Rub är mycket vanligt förekommande i matlagningen i USA.